# Handelsblatt
«Хандельсблат» (нем. Handelsblatt — «Торговый листок») — ежедневная деловая газета Германии, издаётся издательской группой «Хандельсблат».
Газета была основана 16 мая 1946 года. С 1999 года сотрудничает с американским издательством «Доу Джонс» (англ. Dow Jones), которое выпускает одну из самых авторитетных деловых газет мира «Уолл-стрит джорнал» (англ. Wall Street Journal) .
На сегодняшний день «Хандельсблат» является одной из крупнейших и влиятельных деловых газет Германии.
Ежедневная деловая газета РБК daily с 2007 года выходит в сотрудничестве с Handelsblatt, о чём заявлено под каждым заголовком РБК daily. С января 2014 года Handelsblatt не сотрудничает с РБК.